# M-Theory
M-Theory — український метал гурт, створений у 2011 році у Дніпропетровську на руїнах декількох альтернативних проектів. (M)theory взяли участь у багатьох концертах, фестивалях, завдяки чому рівень подачі матеріалу, як на живих виступах, так і на записі, значно виросли. Влітку 2011 року (M) theory випустили дебютний демо-альбом під назвою «Людей мало», куди увійшов старий матеріал, який ознаменував завершення раннього і дає відлік нового етапу творчості. У 2012 році гурт випустив сингл «Тепло размышлений», і зняв на нього відеокліп, який потрапив до ефіру телеканалу A-ONE. На початку 2013 року презентували спільний сингл з Віктором Новосьоловим під назвою «Сумбур», на який був представлений новий відеокліп. У січні 2014 гурт випустив нову роботу - повноформатний альбом EXPLID.

## Склад гурту
- Шура Вінник — гітара/вокал
- Євген Усик — гітара/вокал
- Іван Гаврилов — бас
- Олексій Петров — барабани

## M-Theory— «EXPLID» (2014)
У січні 2014 гурт випустив нову роботу - повноформатний альбом EXPLID.

### Список композицій
1. Самоуверенность
2. Исходная точка
3. Звезда Мичелла
4. Земля устала от тебя
5. С.Д.
6. Invo
7. Реверс
8. Аверс
9. Пустые тела
10. Гулливер уехал
11. Записка Гулливера

## Відеокліпи
- «Тепло размышлений» (2012)
- «Сумбур» (2013)
- «Самоуверенность» (2014)